# Antonine Mignon
Pour les articles homonymes, voir Mignon (homonymie).
Antonia Rose Mignon dite Antonine Mignon, née le 7 août 1904 à Nice et morte à une date inconnue, est une athlète française, spécialiste du sprint.

## Biographie
Antonine Mignon est championne de France du 300 mètres à Colombes en 1921.
Elle obtient aux Olympiades féminines de 1921 à Monte Carlo la médaille de bronze du relais 4 × 200 mètres.